# Deutsche Fechtmeisterschaften 1921
Bei den Deutschen Fechtmeisterschaften 1921 wurden Wettbewerbe im Herrenflorett, Herrendegen und Herrensäbel ausgetragen. Damenwettbewerbe wurden erst 1923 eingeführt. Die Einzelmeisterschaften fanden in Hannover statt, die Mannschaftsmeisterschaften am 29. und 30. Oktober in Dresden. Die Meisterschaften wurden vom Deutschen Fechter-Bund organisiert. Die Deutsche Turnerschaft trug unabhängig vom Deutschen Fechter-Bund in Jena eine Mannschaftsmeisterschaft im Säbelfechten aus.

## Herren

### Florett (Einzel)
| Platz | Sportler     | Verein              |
| ----- | ------------ | ------------------- |
| 1     | Erwin Casmir | Berliner FC         |
| 2     | Emil Schön   | Hermannia Frankfurt |
| 3     | Fritz Jack   | Hermannia Frankfurt |

### Florett (Mannschaft)
| Platz | Verein              | Sportler                                                |
| ----- | ------------------- | ------------------------------------------------------- |
| 1     | Dresdner FC         | Johannes Adam Otto Angermann Richter                    |
| 2     | Hermannia Frankfurt | Fritz Jack Heinrich Moos Franz August Müller Emil Schön |
| 3     | Berliner FC         | Erwin Casmir Robert Sommer Hoops Sen. Ruddigkeit        |

### Degen (Einzel)
| Platz | Sportler           | Verein              |
| ----- | ------------------ | ------------------- |
| 1     | Erwin Casmir       | Berliner FC         |
| 2     | Julius Lichtenfels | Fechtclub Offenbach |
| 3     | Fritz Jack         | Hermannia Frankfurt |

### Degen (Mannschaft)
| Platz | Verein              | Sportler                                     |
| ----- | ------------------- | -------------------------------------------- |
| 1     | FC Offenbach        | Hans Halberstadt Julius Thomson August Petri |
| 2     | Hermannia Frankfurt | Fritz Jack Franz August Müller Emil Schön    |
| 3     | Berliner FC         | Erwin Casmir Robert Sommer Herbert Hoops     |

### Säbel (Einzel)
| Platz | Sportler         | Verein              |
| ----- | ---------------- | ------------------- |
| 1     | Hans Thomson     | Fechtclub Offenbach |
| 2     | Erwin Casmir     | Berliner FC         |
| 3     | Hans Halberstadt | Fechtclub Offenbach |

### Säbel (Mannschaft)
| Platz | Verein              | Sportler                                             |
| ----- | ------------------- | ---------------------------------------------------- |
| 1     | Hermannia Frankfurt | Fritz Jack Franz August Müller Emil Schön            |
| 2     | Dresdner FC         | Johannes Adam Otto Angermann Richter                 |
| 3     | FC Offenbach        | Jakob Erckrath de Bary Hans Halberstadt Hans Thomson |